# Затменная переменная типа Алголя
Затменные переменные типа Алголя (EA) являются разновидностью затменных двойных звёзд. 

## Характерные свойства
Когда более холодная звезда проходит перед более горячей, то часть света более горячей звезды затмевается, и общий блеск пары временно снижается. При этом на кривой яркости отмечается первичный минимум. Общий блеск также падает и в том случае, когда более горячая звезда проходит перед более холодной. Но в этом случае блеск падает гораздо меньше и на кривой блеска появляется вторичный минимум, который более чем на порядок меньше первичного.
Период, т. е. время между двумя первичными минимумами, весьма постоянный, т. к. определяется исключительно временем оборота одной звезды вокруг другой. 

Анимация показывает как изменяется светимость в двойных система типа Алголя при изменении их орбиты. Чётко виден сначала вторичный, а затем первичный минимумы

Переменные типа Алголя достаточно близкие системы и соответственно период затмений невелик, обычно несколько дней. Самый известный короткий период составляет 0,117 дней (2 часа 48 минут) у HW Девы, самый длинный — 9892 дней (27 лет) у ε Возничего. Если в системе происходят частные затмения, то минимумы на кривой блеска имеют остроконечный вид, поскольку блеск в этом случае постоянно меняется. А если имеют место полные затмения, то, в зависимости от относительных размеров компонентов системы, минимум кривой блеска представляет собой более или менее длинный отрезок.
Звёзды в подобных системах имеют сферическую или слегка эллипсоидную форму, что отличает их от затменных переменных других типов, например, затменных переменных типа β Лиры или затменных переменных типа W Большой Медведицы, в которых гравитационные эффекты настолько сильны, что приводят к серьёзным деформациям обеих звёзд. Ввиду этого на кривой блеска участки максимума имеют прямолинейный вид, а не плавно закруглённый.
Амплитуды изменения блеска переменных обычно порядка одной звёздной величины. Наиболее сильная известная амплитуда составляет 3,4 звёздной величины (V342 Орла). Компоненты двойной системы могут принадлежать к различным спектральным классам, но в большинстве случаев более яркая звезда принадлежит к классам B, A, F и G.

## История
Прототипом данного класса звёзд стала звезда Алголь. Её переменность была впервые описана в научной литературе в 1667 году Джиминиано Монтанари. А механизм переменности впервые был правильно объяснён Джоном Гудрайком в 1783 году. 
В настоящее время известно более 3500 переменных типа Алголя, что составляет 9 % от общего числа переменных звёзд.